# Wasserturm Peseckendorf

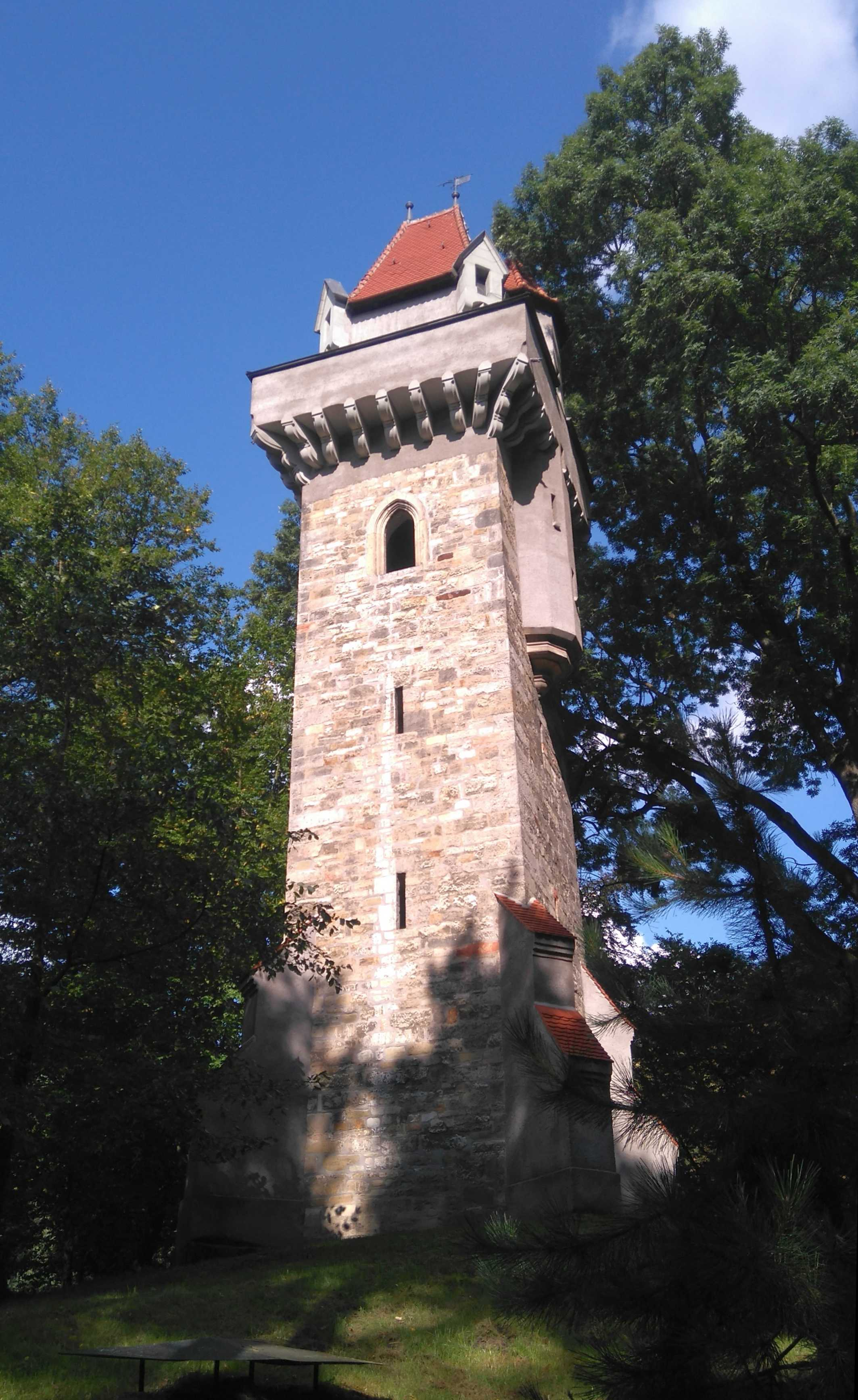
Wasserturm Peseckendorf mit der Abdeckung des Brunnens im Vordergrund, 2017

Der Wasserturm Peseckendorf ist ein denkmalgeschütztes Bauwerk im Ortsteil Peseckendorf der Stadt Oschersleben (Bode) in Sachsen-Anhalt. Das ursprünglich als Aussichtsturm errichtete Bauwerk diente später als Wasserturm und ist heute ungenutzt.

## Geschichte
Im 1086 erstmals urkundlich erwähnten Peseckendorf übernahmen im Jahre 1463 die Herren von der Asseburg das vakant gewordene Lehen des dortigen Rittergutes. Das dazugehörige Kirchdorf Peseckendorf lag ab 1494 einige Zeit wüst. Im Jahre 1617 baute Busso von der Asseburg das Rittergut mit starken Wällen und Gräben zu einem relativ sicheren Renaissanceschloss um, was ihm im Dreißigjährigen Krieg gut zustatten kam. Das Schloss lag auf vier Hügeln, die noch heute im Schlosspark in der Nähe des in den Jahren 1905 bis 1912 durch den namhaften Architekten Paul Schultze-Naumburg errichteten Schloss Peseckendorf deutlich auszumachen sind. Auf dem südwestlich gelegenen Hügel wurde im ausgehenden 19. Jahrhundert durch den Rittergutsbesitzer Friedrich Schaeper ein Aussichtsturm errichtet. Von Turm bot sich ein weiter Rundblick auf die Magdeburger Börde und die benachbarte Kreisstadt Oschersleben (Bode) sowie in Richtung Magdeburg, dessen markante Domtürme bei gutem Wetter zu erkennen waren.
Im Zuge des Schlossbaus wurde spätestens 1912 der Aussichtsturm zu einem Wasserturm umgebaut, der das Schloss mit Trinkwasser versorgte. Das notwendige Wasser wurde aus einem Brunnen in unmittelbarer Nähe des Turmes gewonnen, der heute noch vorhanden ist. Nach dem Bau moderner Trinkwasserleitungen nach dem Zweiten Weltkrieg verlor der Wasserturm seine Funktion und verfiel. Auf Initiative des Kultur- und Heimatvereins Peseckendorf fand um 2000 eine grundlegende Sanierung des Turmes statt. Er hat heute keine Nutzung mehr und wird nur anlässlich von Führungen oder zum Tag des offenen Denkmals geöffnet. Da im Inneren keinerlei Einbauten (insbesondere die frühere Holztreppe) mehr vorhanden sind, kann der Turm auch nicht bestiegen oder als Aussichtsturm genutzt werden.
Die Teilnehmer des Wahlpflichtkurses Kunst des Gymnasiums Oschersleben gestalteten verschiedene Entwürfe für eine Gedenktafel an den Botaniker Johann Thal, der in Peseckendorf bei einem Besuch des Grafen von der Asserburg infolge eines Unfalls starb. Am 13. September 2017 wurde im Rahmen des Tages des offenen Denkmals ein Entwurf ausgewählt, der zukünftig am alten Wasserturm an Johann Thal erinnern soll.